# Myth: The Total Codex
Myth: The Total Codex es una compilación de tres títulos de la saga Myth:
- Myth: The Fallen Lords
- Myth II: Soulblighter
- Myth II: Chimera

Además de esto, el compilatorio ofrece:
- 45 mapas jugables, creados por usuarios del juego.
- Editor de mapas.
- Manual de Myth y Myth II.

Se encuentra disponible para PC y Mac.
Este compilatorio fue creado para despedir la saga Myth de sus creadores de Bungie, pues luego de esto se vendería la licencia del juego a la empresa Take 2, quienes crearían el juego Myth III: The Wolf Age.
- Datos: Q6035314